# Paradiset (badanläggning i Örnsköldsvik)

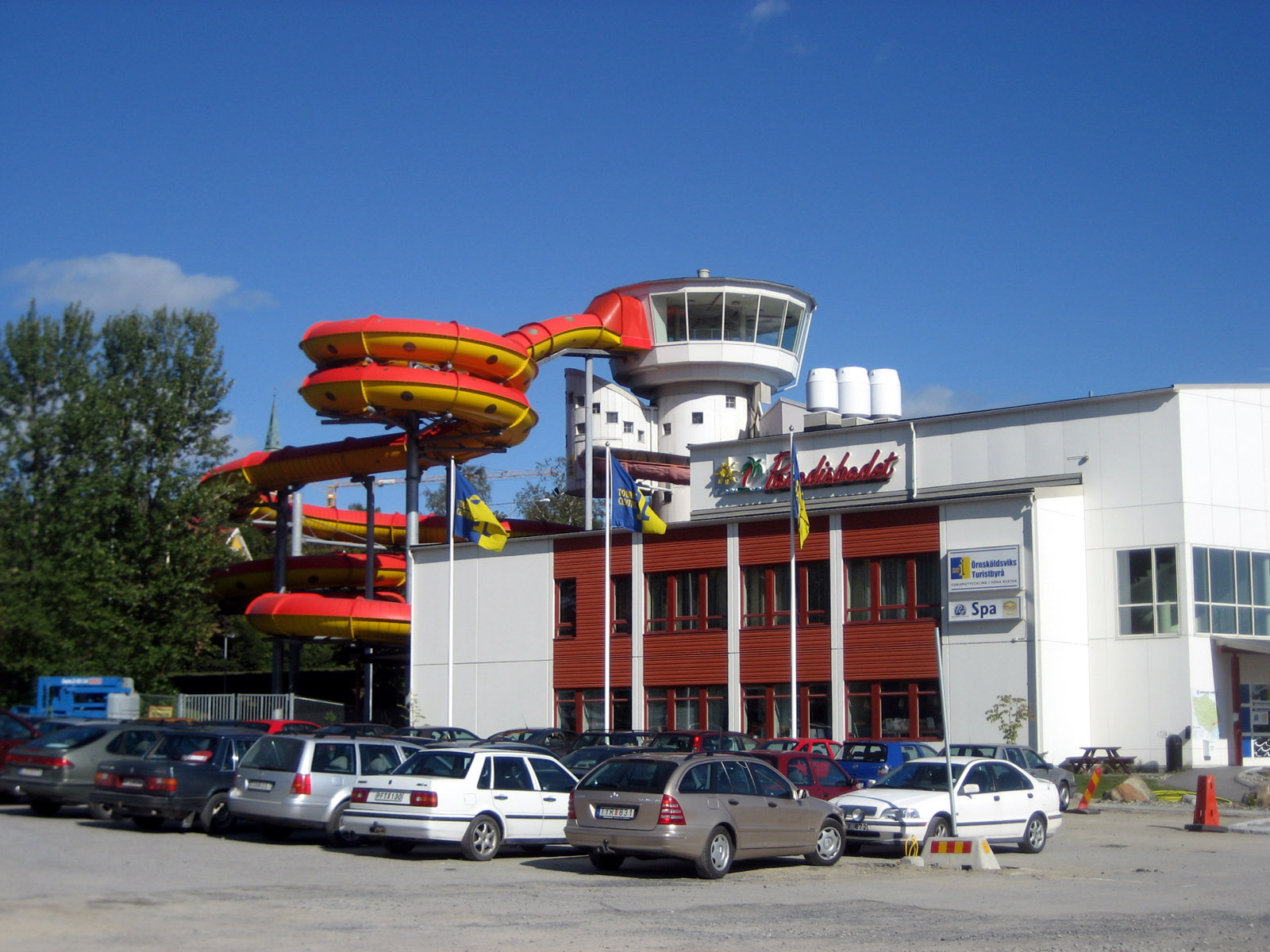
Paradisets sydsida med Magic Eye i bakgrunden, sedd från busstationen.

Paradiset, tidigare benämnt Paradisbadet, är ett upplevelsebad centrala Örnsköldsvik i Ångermanland. Det byggdes som sim- och sporthall år 1971, och själva äventyrsbadanläggningen tillkom först 1992. Det är ett av Sveriges största äventyrsbad och en av Norrlands största attraktioner, och själva badet hade redan inför nybyggnationen 2004 uppemot 230 000 besökare per år. I december 2012 firade Paradiset 20-årsjubileum, och i februari samma år noterades den tionde miljonte gästen på anläggningen (sedan 1971). Hela anläggningens största uppmätta årsbesöksantal hittills är 501 000 år 2007. 2010 fick anläggningen namnbyte till nuvarande Paradiset Bad Spa Wellnes, och sedan 1994 är anläggningen medlem i EWA (European Waterpark Association).

## Avdelningar, attraktioner och övriga aktiviteter
Byggnadens totala golvyta beräknas vara över 13 000 m² stor. I Paradisets tropiska äventyrsbad finns bland annat två av Sveriges längsta vattenrutschkanor; "Magic Eye", som byggdes 2004 och åks på uppblåsbara ringar (men är även tillåtet utan), är 181 m lång och således Europas längsta inomhusbad-rutschkana. Den andra är en 100 m lång standard vattenrutsch, som tillgår en tidtagare (vissa åkare kan uppnå en medelhastighet över 20 km/h). Bland övriga attraktioner märks en 35 m lång standard vattenrutsch, 50 m lång vildfors, 7 m lång vattenpist (ett slags "fritt fall"), ett antal bubbelpooler, en utomhusbassäng med strömmande vatten, en upplevelsepool med bland annat massagehyttar och en svampliknande fontän, samt ett miniäventyrsbad med tropiskt tema för småbarn. Två serveringar är anslutna till äventyrsbadet. Direkt intill äventyrsbadet finns också en 25 m lång simbassäng med tillhörande läktare och två svikttrampoliner – 3 respektive 1 m hög – (fram till 2005 fanns utöver detta ett 5 m högt hopptorn), en mindre barnbassäng samt en rehab-/vattengympabassäng.
För myndiga finns en separat spa-avdelning med bland annat Aufguss-bastuar, en grotta med "Döda havet"-saltfyllt vatten, och ett green room bestående av en mängd växter.
Byggnaden tillgår även ett gym, solarium och en restaurang.